# Markowice (województwo opolskie)
Markowice (niem. Markersdorf), (dawniej Łączki) – wieś w Polsce położona w województwie opolskim, w powiecie nyskim, w gminie Głuchołazy.
W latach 1975–1998 miejscowość administracyjnie należała do ówczesnego województwa opolskiego.
Wieś położona na skraju doliny Białej Głuchołaskiej.
We wsi ma swoją siedzibę leśnictwo Markowice, które należy do nadleśnictwa Prudnik (obręb Szklary).
Według danych z 2011 roku miejscowość zamieszkiwały 193 osoby.